# Kolpík
Kolpíci jsou vodní ptáci příbuzní ibisům, od kterých je odlišuje hlavně tvar zobáku – mezi brodivými jsou nepřehlédnutelní svým dlouhým zobákem ve tvaru lžíce.
Peří kolpíků je většinou bílé, narůžovělé nebo nažloutlé, uzdička, okolí oka, brada a hrdlo jsou lysé. Nohy bývají tmavé. Ve svatebním šatě mají na hlavě chocholku prodloužených per, obě pohlaví se od sebe neliší.
Při letu mají natažený krk i nohy. Při krmení procházejí mělkou vodou a otevřeným zobákem víří bahno na dně. Jejich potravou se stává vodní hmyz, červi, korýši, měkkýši i menší ryby.
Hnízdí v zarostlých bažinách s křovinami a rákosem nebo i na stromech, často společně s dalšími vodními ptáky, jako jsou ibisové nebo volavky. Hnízdo si splétají z větví a rákosových stébel. Samice snáší asi 3 oválná bílá vejce, na kterých sedí oba rodiče. Krmivá mláďata jsou krmena vyvrhovanou potravou, zobáky mladých ptáků jsou krátké, bez lžicovitého rozšíření.
Kolpíci dávají přednost sladkým vodám, nicméně jsou rozšířeni na celém světě.
Jsou to tišší ptáci, mimo hnízdění žijí samotářsky, v párech nebo v hejnech. Samička snáší 2–4 vejce, mláďata se líhnou po 26 dnech. Partneři mají své úkoly rozděleny, oba se střídají při sezení na vejcích nebo krmení mláďat. O ta pečují 30 dnů.

## Rody a druhy
Platalea, Linné 1758
- kolpík bílý (Platalea leucorodia): nejrozšířenější druh kolpíka, je rozšířený v Palearktické oblasti od Evropy až do Číny, v Etiopské oblasti (Afrika od Sahary k jihu) i v jižní Asii. Je to také jediný druh kolpíka, který se vzácně vyskytuje i v Česku, kde je prohlášen za kriticky ohrožený druh.
- kolpík malý (Platalea minor): ohrožený druh kolpíka, žije v Číně, na Korejském poloostrově a v Japonsku.
- kolpík africký (Platalea alba): velký kolpík podobný kolpíku bílému, má růžovou hlavu a světlejší zobák. Hnízdí v Africe a na Madagaskaru.
- kolpík královský (Platalea regia): běžný v jihovýchodní Austrálii, někdy se vyskytuje také na Novém Zélandu, zalétává také na Novou Guineu, na indonéské nebo tichomořské ostrovy.
- kolpík žlutozobý (Platalea flavipes): australský druh, běžný v jihovýchodní Austrálii i jinde na kontinentu.

Ajaia Reichenbach, 1853
- kolpík růžový (Ajaia ajaja): jediný americký druh kolpíka. Žije v Jižní Americe, v Karibiku a také ve státech Texas a Florida. Dospělci mají růžové peří.

## Chov v zoo
V evropských zoo jsou chovány čtyři druhy kolpíků:
- kolpík bílý
- kolpík malý
- kolpík africký
- kolpík růžový

Kolpík malý je ovšem chován jen v ptačím parku ve Walsrode (Německo). Ani tam ovšem nejsou chovány všechny čtyři druhy. Tři druhy kolpíků chovalo v červenci 2019 celkem pouze šest evropských zoologických zahrad a ptačích parků. Po jednom v Německu, Francii, Nizozemsku, Řecku, Spojeném království a také v Česku. Jedinou českou zoo s takovýmto počtem druhů kolpíků je Zoo Praha, kde bylo ke konci roku 2018 chováno 24 kolpíků. Mezi další české zoo s chovem kolpíků patří: Zoo Dvůr Králové, Zoo Hluboká, Zoopark Chomutov, Zoo Plzeň a Zoo Zlín.